# Чертомлыкская амфора
Чертомлыкская амфора, Чертомлыкская ваза (укр. Срібна амфора з кургану Чортомлик) — серебряная ритуальная ваза, найденная при раскопках И. Е. Забелина в скифском кургане Чертомлык в Приднепровье в 1863 году. С 1864 года хранится в Эрмитаже.
По форме амфоры и стилю изображения фигур датируется серединой IV в. до н. э.
Является важнейшим памятником скифской культуры благодаря изображению сцен из повседневной скифской жизни, но при этом по технологии и стилистике (в том числе и по силуэту амфоры) принадлежит к античной греческой традиции и была выполнена причерноморскими греками на заказ.
Погребение было женским, рядом с вазой нашли таз и черпак, составлявшие с ним ритуальный комплект.

## Изображения
Изображения на поверхности составляют три фриза:
- под горлом амфоры — сцены терзания оленя грифонами
- на плечиках амфоры — композиция из фигур скифов и лошадей
- основной корпус — пышный растительный орнамент с пальметтой и изображения птиц. В нижней части помещены три крана в виде львиных голов и протомы крылатого коня.

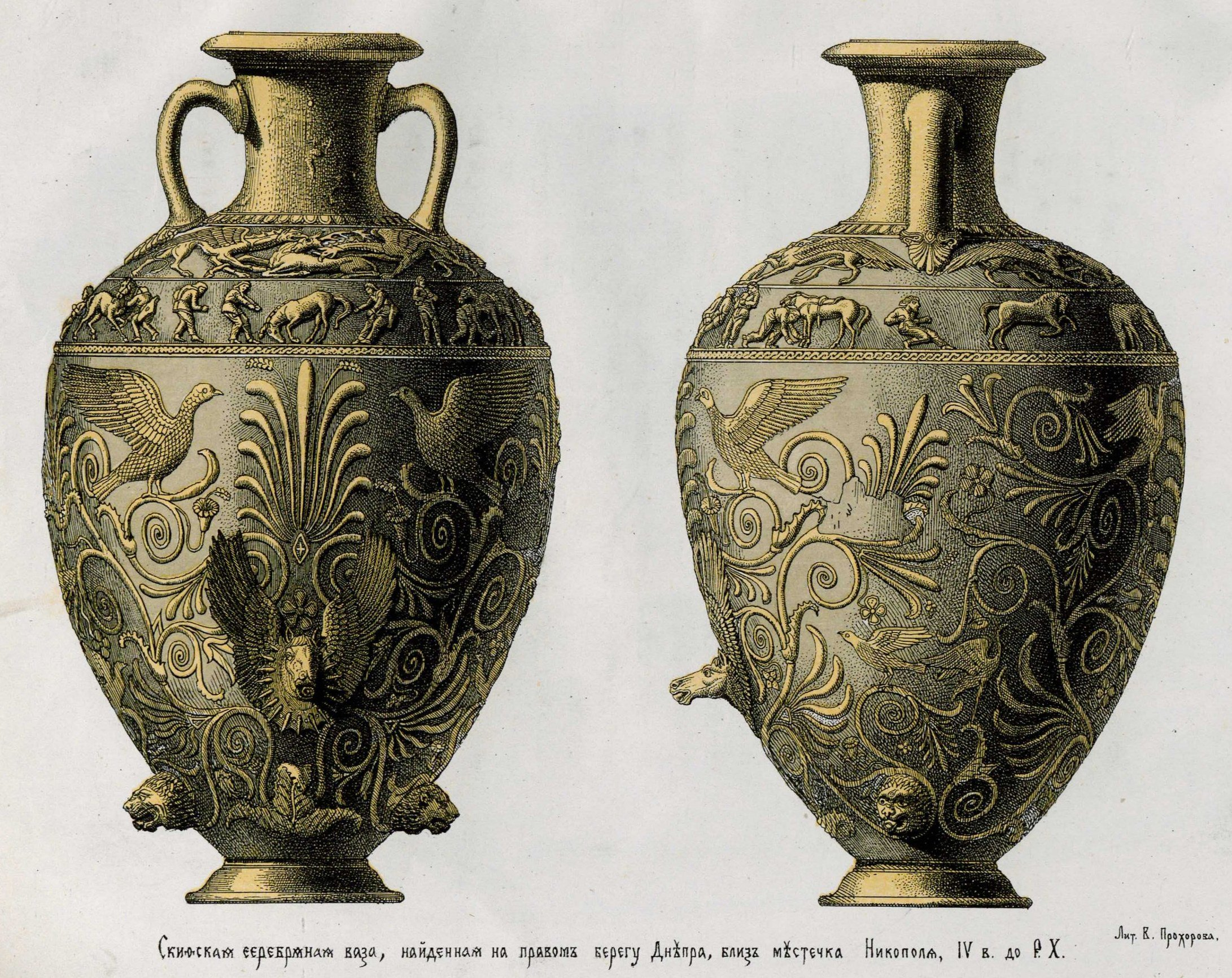
Вид с двух сторон
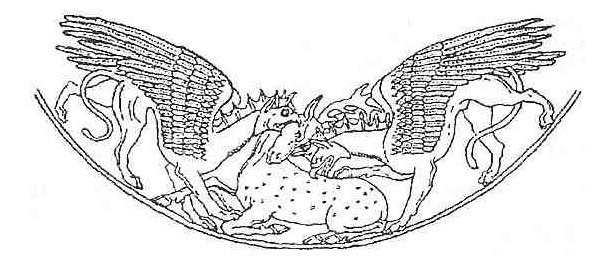
Грифоны когтят оленя
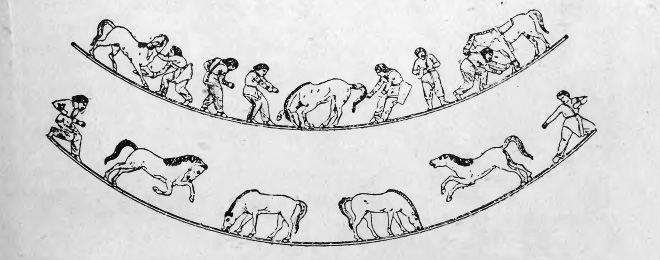
Скифы и кони
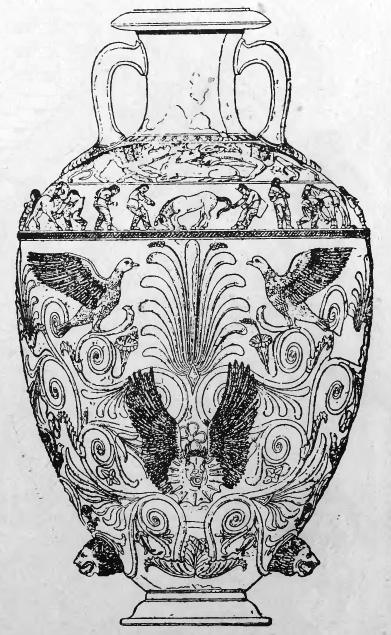

Иконографически все изображения соотнесены со скифской моделью мира, с типичным для его искусства делением космоса по вертикали. «В целом сосуд мог восприниматься как дериват (прообраз) Мирового дерева и являлся своего рода космограммой». «На Чертомлыкской амфоре символы заменены репрезентативными образами. Небо представляют птицы, землю — олень, преисподнюю — хищники и монстры. Конь, по представлениям номадов, принадлежал ко всем трём уровням. Соединяющее их древо жизни стилизовано в виде большой пальметты, от которой расходятся пышные побеги. Символическая жертва у подножия древа изображена дважды: в обычных для эллино-скифского искусства сценах терзания и в развёрнутой на плечиках амфоры композиции в стиле этнографического реализма, состоящей из сцен поимки лошадей и каких-то действий, совершаемых над ними. Большинство исследователей видят в них жертвоприношение».
Фриз со сценками из жизни соответствует описанию скифов у Геродота:

«.. .жертвенное животное ставят со связанными передними ногами. Приносящий жертву, стоя сзади, тянет за конец веревки и затем повергает жертву на землю. жрец взывает к богу, которому приносится жертва. Затем он набрасывает петлю на шею животного и поворотом палки, всунутой в петлю, душит его. После того как жертва задушена, обдирают шкуру и приступают к варке мяса».

Изображения важны, так как запечатлели скифов, их внешний облик, вооружение, одежду — они являются одним из самых знаменитых визуальных источников на эту тему и неоднократно цитировались.

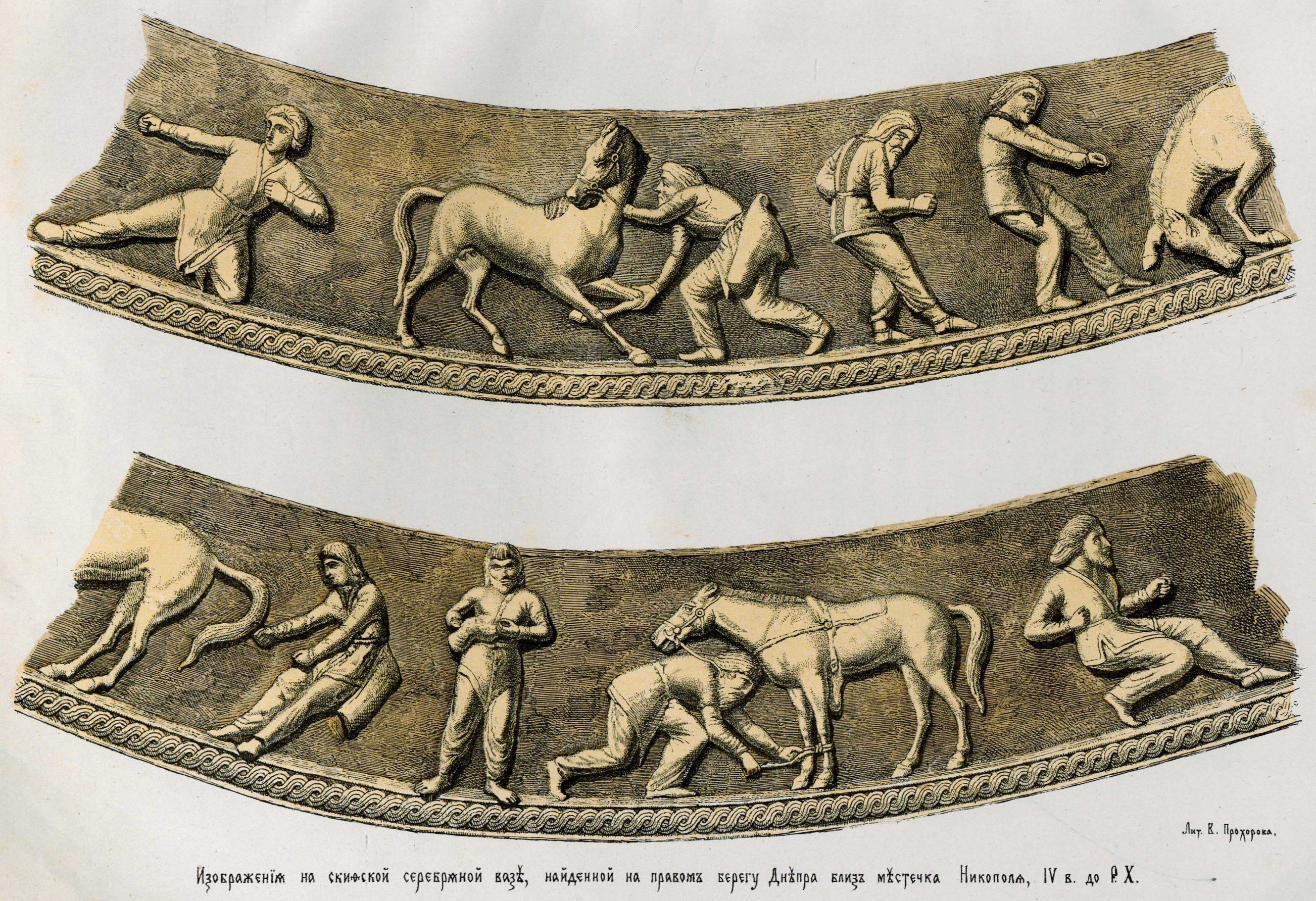
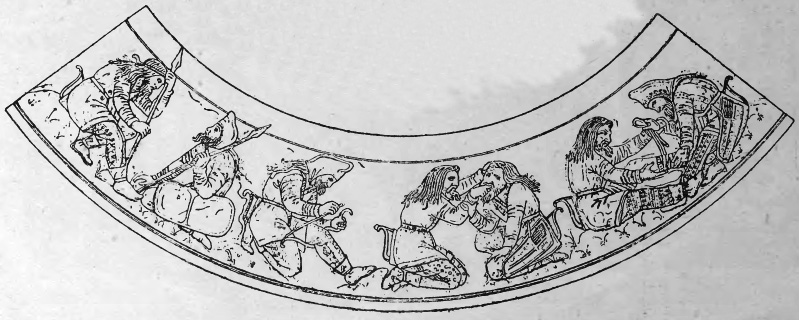
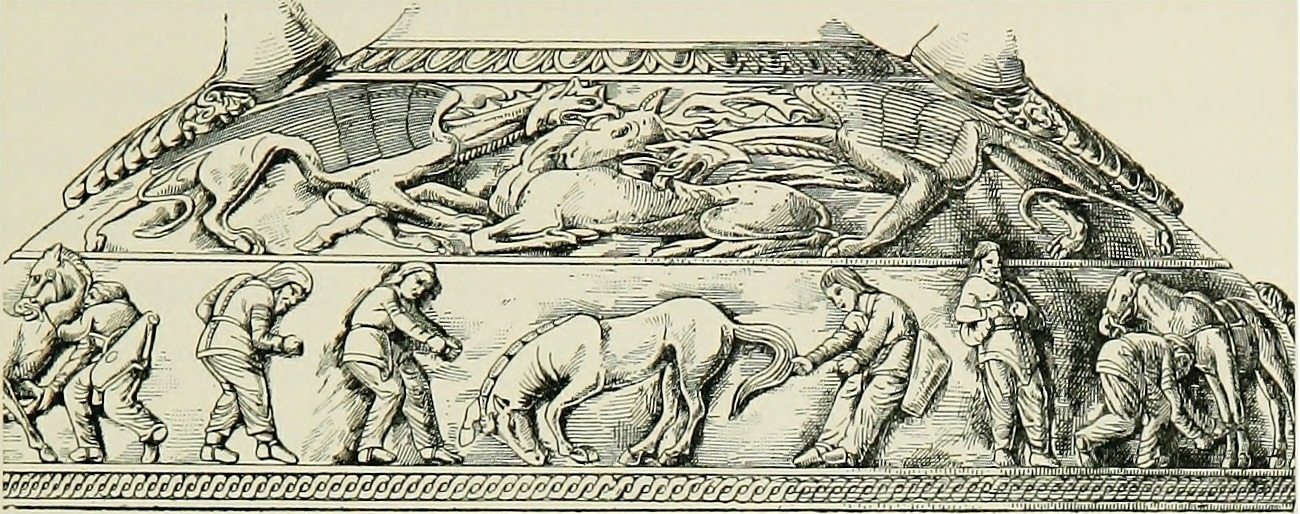
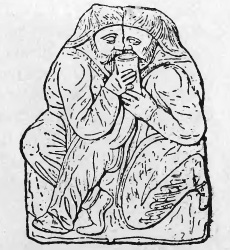
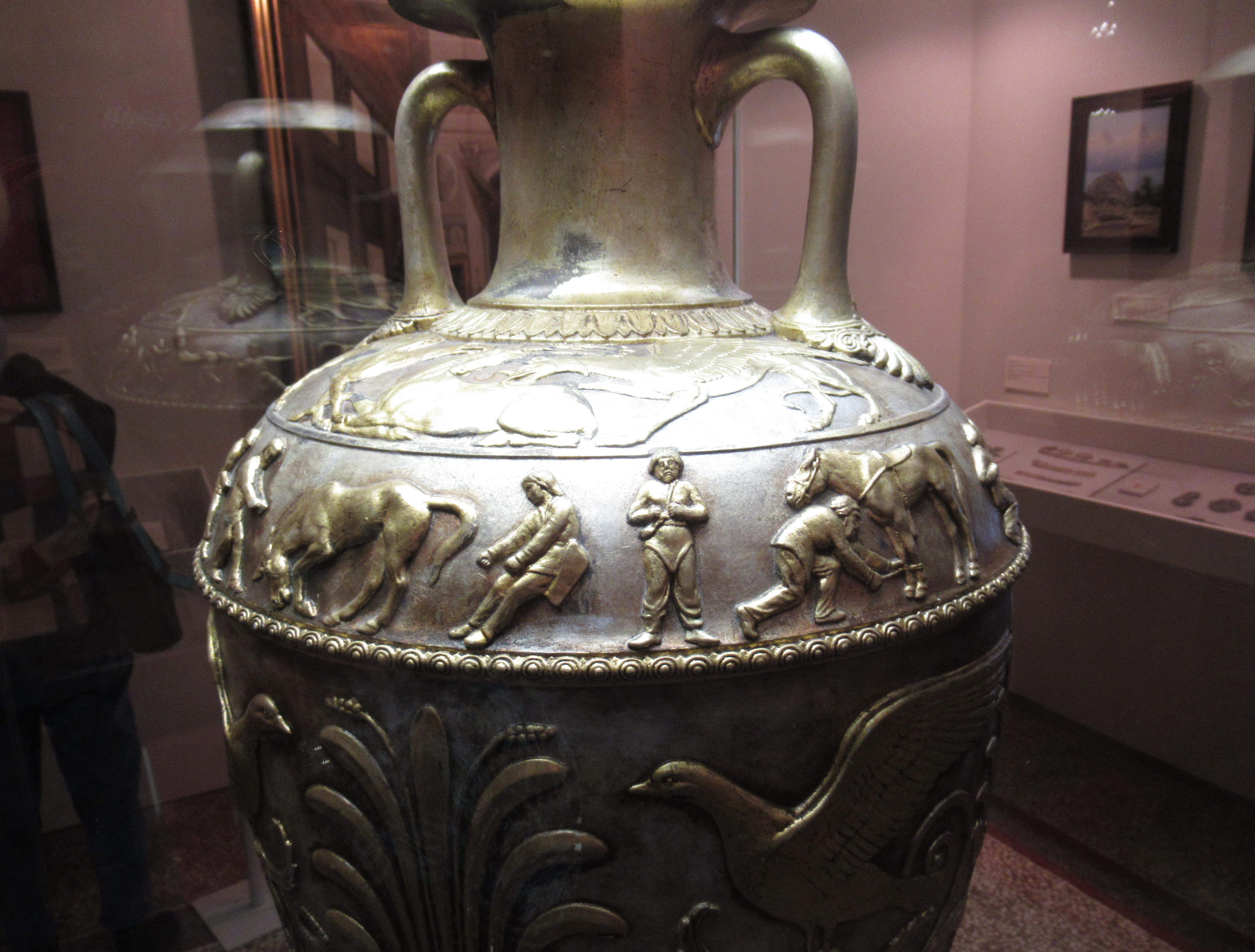
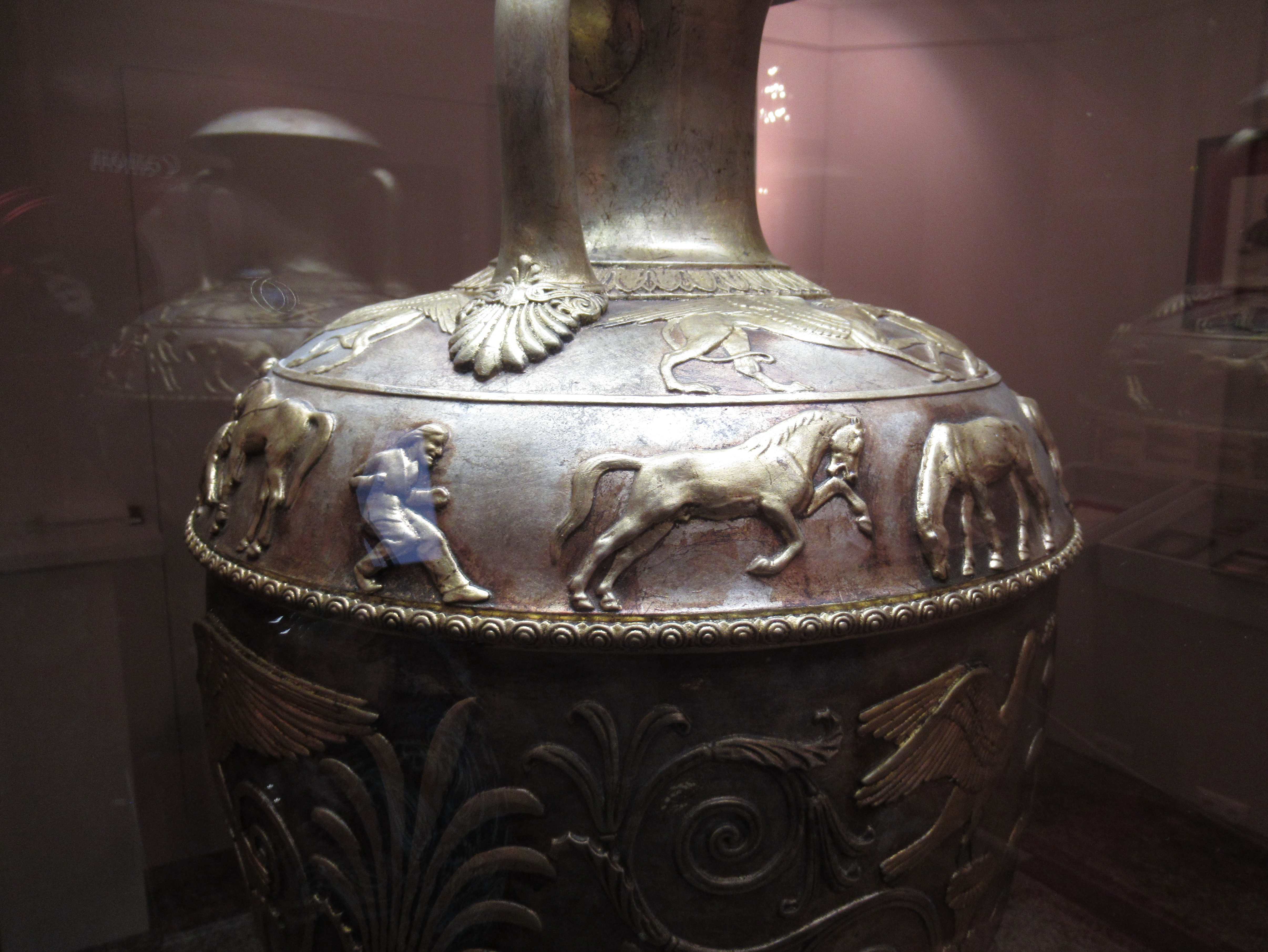
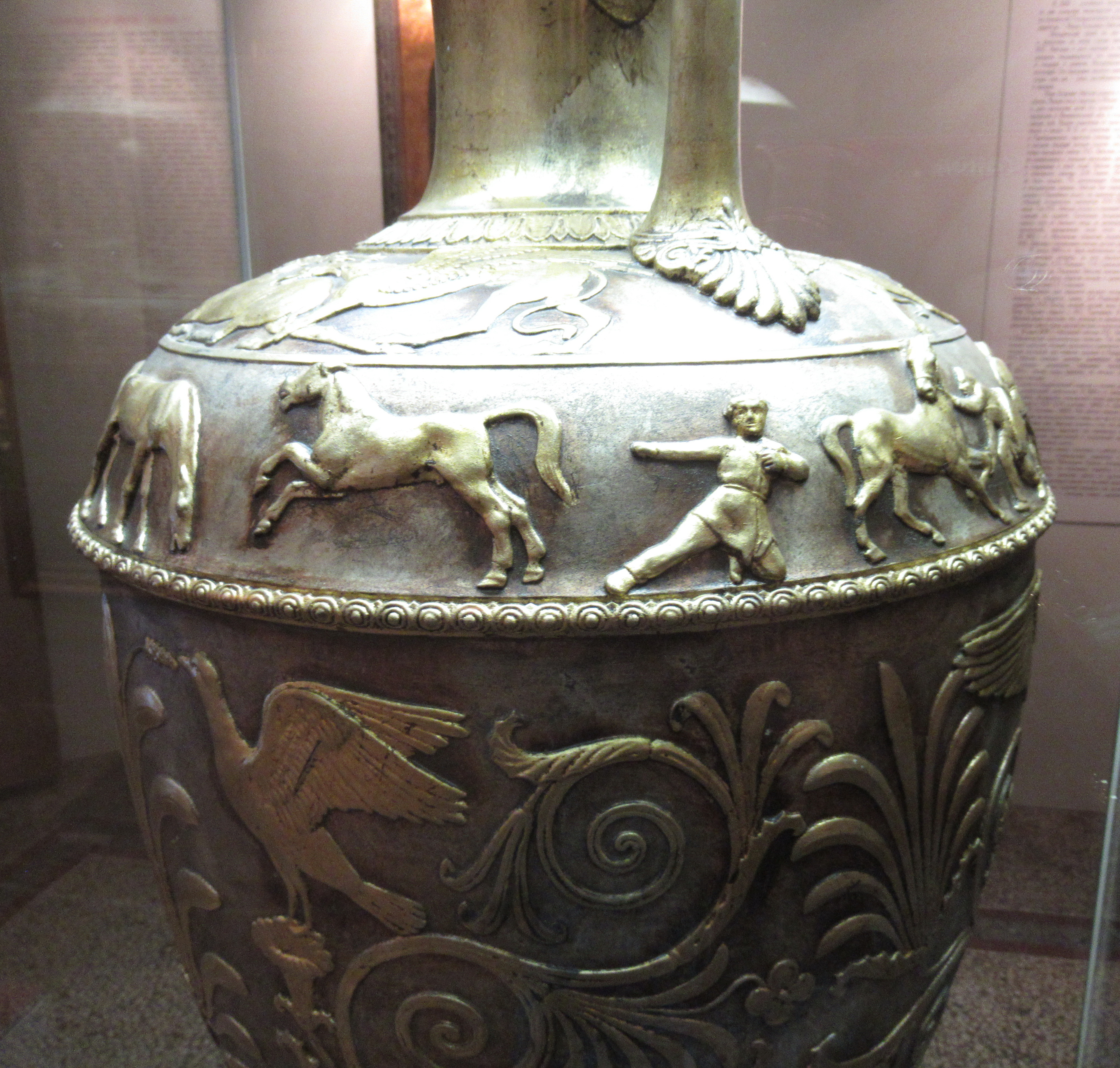

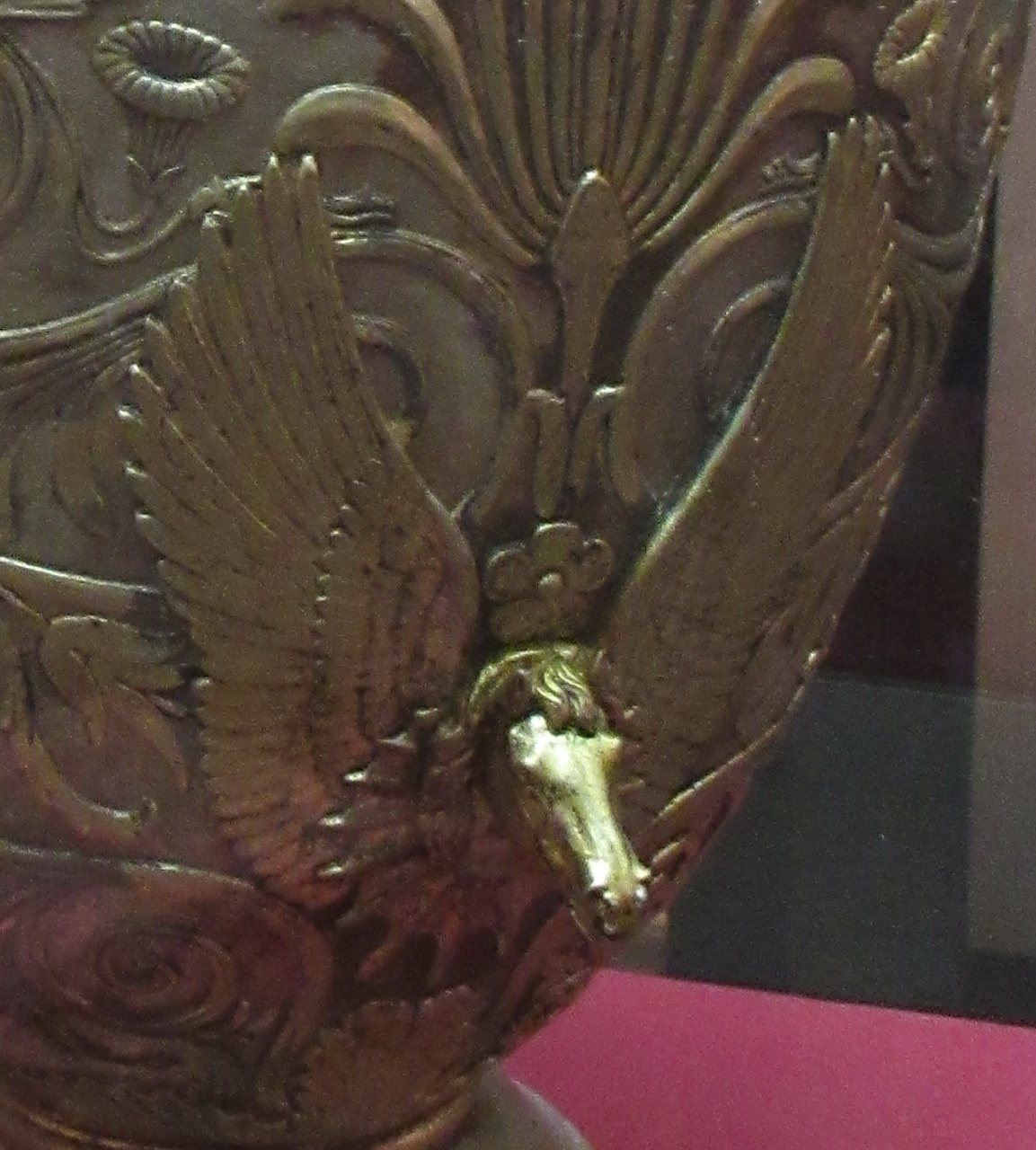

Жертву приносят богу, который изображён в нижней части амфоры под фигурой связанной лошади — это протома (голова) крылатого коня. Бога принято соотносить с упомянутым у Геродота скифским аналогом Посейдона по имени Фагимасад, так как у него воротник в виде рыбьего плавника и крылья Пегаса.

## Изготовление
Технологическое описание, данное специалистами Эрмитажа, гласит: «Технология изготовления амфоры характерна для изделий античных мастеров. Корпус состоит из двух частей. Верхняя часть до фриза с лошадьми и нижняя часть корпуса сделана в технике выколотки. Затем выколоченные по форме сосуда заготовки были посажены на деревянные матрицы с рельефным изображением. Используя технику басмы, рельеф перенесли на заготовку. Детали проработаны металлическим карандашом. Фигурки скифов и лошадей на фризе и краны-сливы были отлиты по восковым моделям. На фриз фигурки прикреплены серебряными штифтами, краны напаяны. Спаяны места соединения двух частей корпуса. Позолота нанесена в технике горячего амальгамного золочения».